# Tragelaphus
Tragelaphus je rod turovitých sudokopytníků obývajících africký kontinent. Jsou to lehce stavění kopytnatci s dlouhým krkem, štíhlým tělem, dlouhými a štíhlými končetinami a vysoce vyvinutým sexuálním dimorfismem. U všech druhů až na výjimku, kterou tvoří bongo lesní, mají rohy pouze samci. 
Občas bývá do rodu Tragelaphus (a podrodu Tragelaphus) řazena antilopa losí a antilopa Derbyho, většinou se však řadí do samostatného rodu Taurotragus.

## Klasifikace
- Tragelaphus algericus †
- nyala nížinná (Tragelaphus angasii)
- nyala horská (Tragelaphus buxtoni)
- bongo lesní (Tragelaphus eurycerus)
  - poddruh bongo nížinný (T. eurycerus eurycerus)
  - poddruh bongo horský (T. eurycerus isaaci)
- Tragelaphus gaudreyi †
- kudu malý (Tragelaphus imberbis)
- Tragelaphus kyaloae †
- Tragelaphus lockwoodi †
- Tragelaphus moroitu †
- Tragelaphus nakuae †
- Tragelaphus nkondoensis †
- Tragelaphus pricei †
- Tragelaphus rastafari †
- Tragelaphus saraitu †
- lesoň (Tragelaphus scriptus)
  - poddruh lesoň masajský (T. scriptus massaicus)
  - poddruh lesoň západní (T. scriptus scriptus)
  - poddruh lesoň jižní (T. scriptus sylvaticus)
- sitatunga (Tragelaphus spekei)
  - poddruh sitatunga západoafrická (T. spekei gratus)
  - poddruh sitatunga středoafrická (T. spekei selousi)
  - poddruh sitatunga nkosská (T. spekei sylvestris)
- kudu velký (Tragelaphus strepsiceros)